# Calle 96 (Manhattan)
La calle 96 (en inglés: 96th Street) es una calle principal de dos carriles en el Este y Oeste de Harlem, que forma parte de la ciudad de Nueva York y, más concretamente, del distrito de Manhattan. La calle empieza desde Río Este en FDR Drive hacia Henry Hudson Parkway, en el río Hudson. Es una de las más de 150 calles diagonales que fueron construidas por el plan del comisionado de 1811 que estableció la cuadriculación de las calles de Manhattan.

## Transporte
La calle 96 es transitada por el metro por el servicio 4 (nocturno) y el servicio 6 en la Avenida Lexington en la estación de la calle 96 de la línea de la Avenida Lexington, por los servicios 1, 2 y 3 en Broadway en la estación de la Calle 96 en la línea de la Sexta Avenida y Broadway, y por los servicios A (nocturno solamente), B y C en la estación de la calle 96 de la línea de la Octava Avenida en Central Park West.  La calle 96 será la terminal norte para la primera fase de la línea de la Segunda Avenida que se encuentra en construcción.
El autobús M96 opera a lo largo de la calle 96.
La calle 96 Oeste pasa por un valle natural, pasando bajo Riverside Drive y se conecta con Henry Hudson Parkway.